# 16275 Charlesma
16275 Charlesma este o planetă minoră (asteroid) din centura de asteroizi. A fost descoperită pe 6 mai 2000 la Experimental Test Site⁠(d) de Lincoln Near-Earth Asteroid Research. 
Obiectul prezintă o orbită caracterizată de o semiaxă mare de 2,6341467 UAi, o excentricitate de 0,18, o înclinație de 4,30279 ° în raport cu ecliptica.